# Терасове рільництво

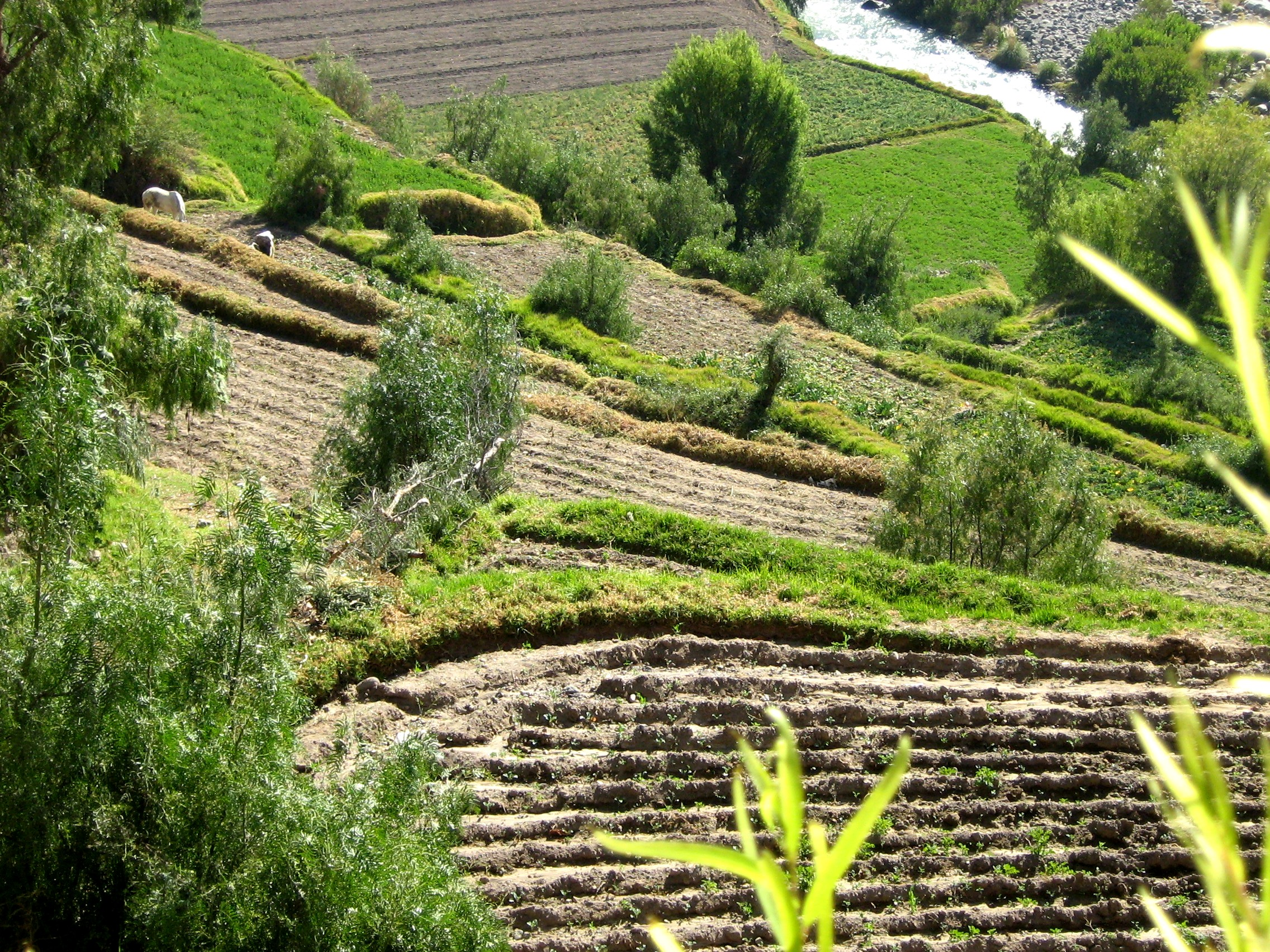
Картопляні тераси біля Арекіпи, Перу

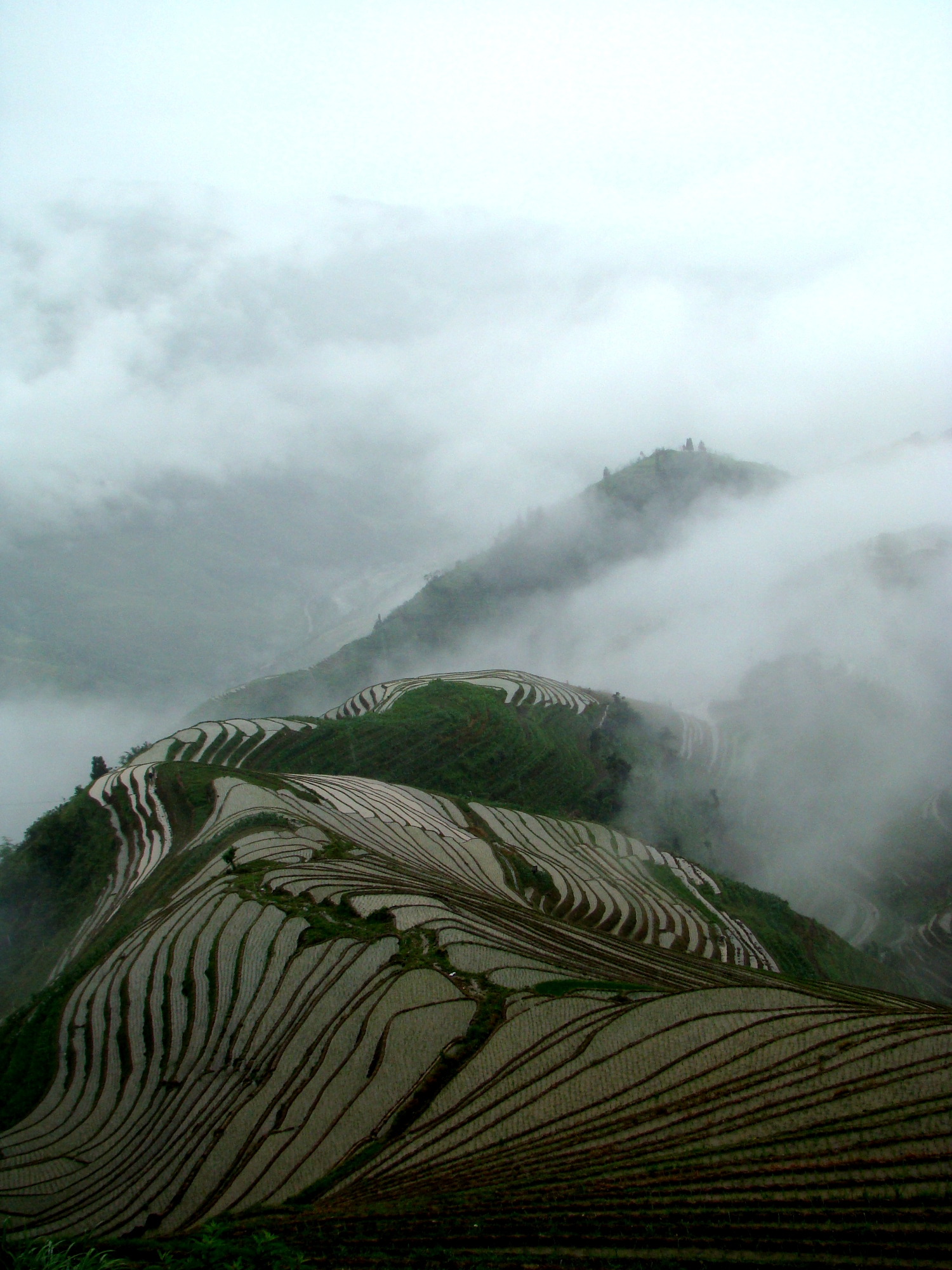
Рисові тераси «Лунцзі» в окрузі Луншен, КНР

Тера́сове рільни́цтво — розташування полів для культивування різноманітних культур на багатьох рівнях пагорба, у вигляді широких сходів. Метод використовують з метою консервації ґрунту для уповільнення або недопущення ерозії поверхні, так саме як і для утримання іригаційних вод.
Метод в різні часи використовували або продовжують використовувати у Китаї, Індокитаї, Індонезії, на Філіппінах, в Андах. Окремі приклади ймовірно існували в стародавньому Вавилоні (Висячі сади Семираміди), в стародавньому Римі (Вілла Папірусу в Геркуланумі). Така форма землеробства особливо придатна для культур, що вимагають великої кількості води, — наприклад, рису. Крім того, на терасах легше здійснювати механічний і ручний засів і збір урожаю, ніж на плантаціях рівнинного типу.